# Begraafplaats van Sebourg
De Begraafplaats van Sebourg is een gemeentelijke begraafplaats in de Franse gemeente Sebourg in het Noorderdepartement. De begraafplaats ligt aan de Rue du Château op 350 m ten noorden van het centrum van Sebourg. Ze heeft een L-vormig grondplan en wordt omgeven door een haag en afgesloten door een tweedelig traliehek tussen bakstenen zuilen.

## Britse oorlogsgraven
Vooraan op de begraafplaats ligt een militair perk met 19 Brits gesneuvelden uit de Eerste Wereldoorlog. De slachtoffers vielen tijdens de gevechten bij het oversteken van de Aunelle in november 1918. De graven worden onderhouden door de Commonwealth War Graves Commission en zijn daar geregistreerd onder Sebourg Communal Cemetery.
- Horace Richard Smith, kapitein bij het 9th Bn. London Regiment (Queen Victoria's Rifles) werd onderscheiden met het Military Cross (MC).